# Thân vương quốc Orange
Thân vương quốc Orange (tiếng Pháp: la Principauté d'Orange) là một Thân vương quốc nằm trong khối chư hầu của Thánh chế La Mã. Vị trí của nó hiện nay thuộc khu vực Provence, miền Nam của nước Pháp, bên bờ đông của sông Rhône, phía bắc của thành phố Avignon.
Từ năm 1163, Hoàng đế Friedrich I của Đế quốc La Mã Thần thánh đã đem Bá quốc Orange của Vương quốc Burgund nâng lên thành một Thân vương quốc, do một Thân vương làm chủ và là chư hầu trong hệ thống của Thánh chế. Sau đó Thân vương quốc này trở thành quyền sở hữu của nhà Orange-Nassau khi Willem van Oranje tiếp nhận tước hiệu Thân vương Orange từ người họ hàng từ năm 1544, đến khi bị sáp nhập vào Pháp qua Hiệp ước Utrecht. Dẫu vậy, cái tên của quốc gia này hiện vẫn thuộc quyền của gia tộc đang trị vì Vương quốc Hà Lan.
Lãnh thổ của Thân vương quốc Orange dài khoảng 12 dặm (19 km), rộng 9 dặm (14 km), tổng diện tích tương đương 108 dặm vuông (280 km2).

## Lịch sử
Nguồn gốc vùng đất này có từ thế kỉ thứ 8, được trị vì bởi các Bá tước thuộc thời kỳ nhà Carolus, sau đó rơi vào tay các Lãnh chúa của Nhà Baux. Sau khi Vương quốc Arles tan rã vào năm 1033, các Bá tước Orange nhà Baux chính thức trở nên độc lập. Và rồi đến năm 1163, Orange lại thành một quận quốc của Thánh chế La Mã.
Năm 1544, Willem van Oranje, Bá tước xứ Nassau, với nhiều quyền sở hữu tại Hà Lan, đã được thừa kế tước vị Thân vương Orange. Willem là họ hàng với René xứ Chalon, người qua đời mà không có người thừa kế, và trước khi qua đời ông đã quyết định giao toàn bộ quyền sở hữu này cho người họ hàng còn trẻ tuổi của mình, Willem thừa kế Orange khi chỉ 11 tuổi. Và khi Willem thừa kế quốc gia này, đã tạo nên cái mà ngày nay gọi là nhà Orange-Nassau. Trong cuộc Chiến tranh tôn giáo Pháp về sau, quốc gia này bị tàn phá nặng nề khi đứng về phe Kháng Cách. Ở cuộc Chiến tranh Tám Mươi Năm, Willem đã lãnh Thống quốc Hà Lan, giúp Hà Lan thoát khỏi sự trị vì từ Tây Ban Nha.
Địa lý của Orange nằm lọt thỏm giữa Pháp, cũng trở thành nơi hấp dẫn người Kháng Cách và là một chỗ tụ tập của người Huguenot. William III của Anh, cũng là Thân vương Orange, là vị Thân vương cuối cùng trị vì Thân vương quốc này. Sau cùng, Louis XIV của Pháp đã dùng quân đội bao vây Orange, nhưng William III vẫn nhất quyết không nhượng lại quyền trị vì cho Vua Pháp. Năm 1702, William III qua đời mà không có người thừa kế, việc trị vì Orange trở thành đề tài giữa Frederick I của Phổ và John William Friso - một người của nhánh nhà Nassau-Dietz, và cả hai đều lạm xưng tước hiệu "Thân vương xứ Orange" về cho mình. Cũng trong năm ấy, Louis XIV cũng nhảy vào vấn đề này khi ban Orange cho François Louis, Thân vương xứ Conti, và thế là Orange nằm trong tranh chấp của 3 người từ 3 thế lực khác nhau. Cuối cùng vào năm 1713, Hiệp ước Utrecht được ký kết, Frederick I và John William Friso nhượng lại quyền trị vì nhưng vẫn đòi giữ tước hiệu, điều này kéo dài đến tận đời con của John William Friso là William IV. Thế là, Orange chính thức trở thành một quận của Pháp từ năm 1713, thuộc khu vực Dauphiné, Pháp.
Đến bây giờ, Georg Friedrich, Thân vương của Phổ và Vương nữ Amalia của Hà Lan đều giữ tước hiệu ["Thân vương xứ Orange"] do hệ quả tranh chấp. Amalia là Thân vương xứ Orange là nữ giới độc lập đầu tiên, nên hay được gọi là Công chúa xứ Orange, và tước hiệu bản ngữ của cô là ["Prinses van Oranje"].

## Các bộ phận cấu thành

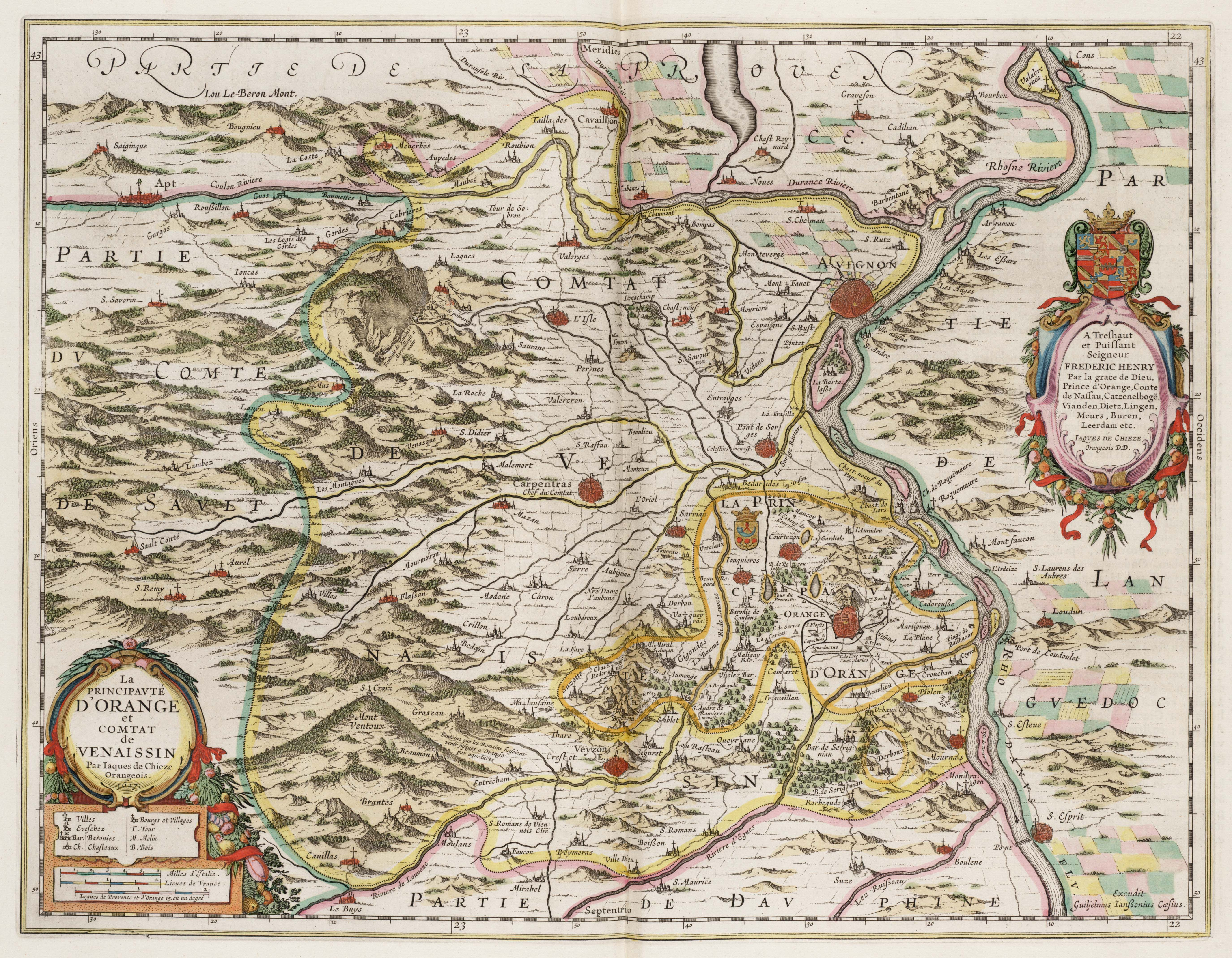
Bản đồ chi tiết về Thân vương quốc Orange từ nửa đầu thế kỷ XVII từ Atlas năm 1627 của Willem Blaeu. North is at the bottom.

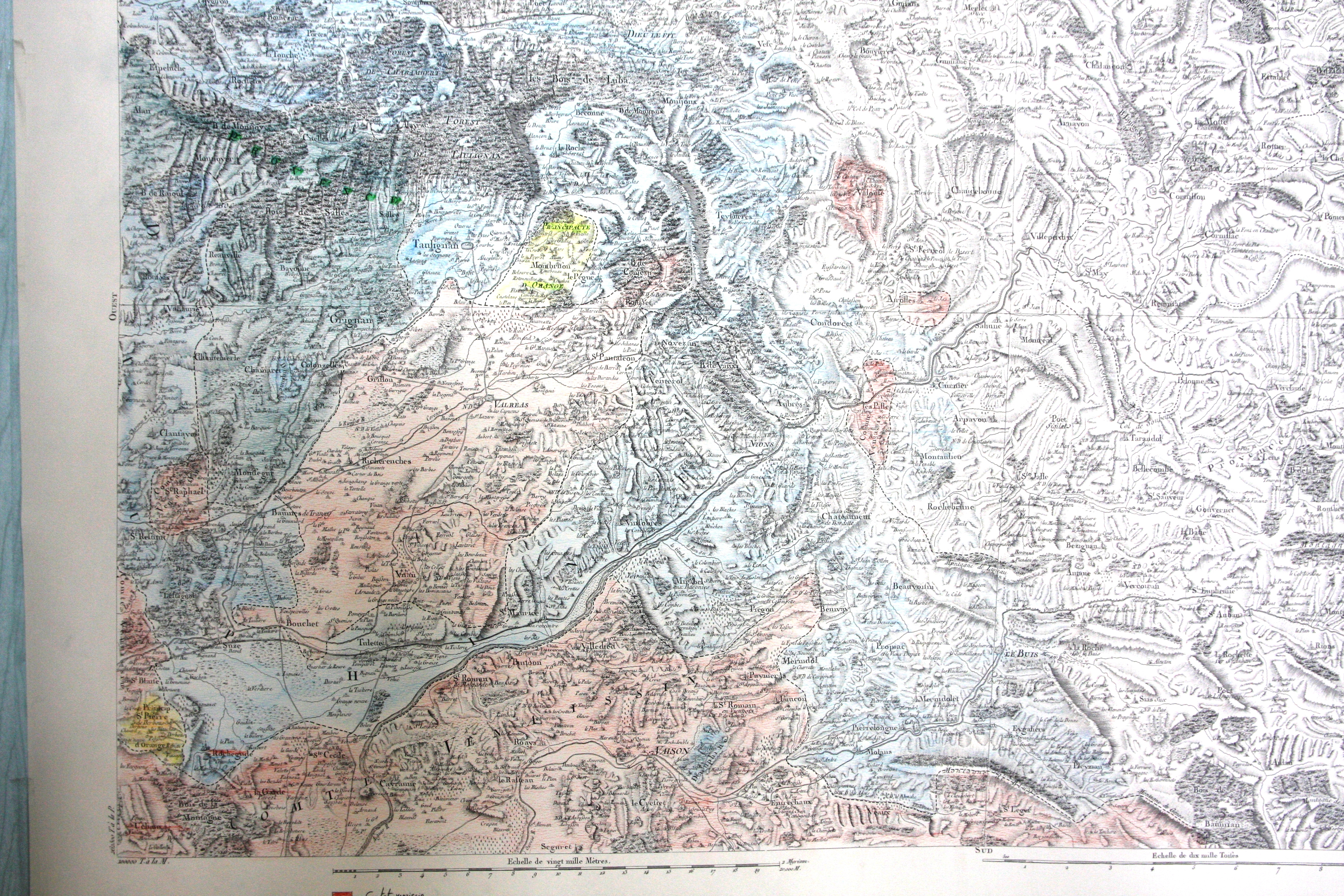
Chi tiết mở rộng và màu sắc của Phần 121 trên bản đồ Cassini, hiển thị (màu vàng) các vùng đất của Thân vương quốc Orange trong Dauphine (cùng với các vùng đất của Provence và, màu xanh lam, màu đỏ, các bộ phận của Comtat Venaissin).

Lãnh thổ của thân vương quốc là 180 km vuông (70 dặm vuông), dài 19 km (12 dặm) và rộng 15 km (10 dặm). Nó bắt đầu từ căn cứ ở bờ phía Đông của sông Rhône kéo dài từ Đông sang Tây về phía Dentelles de Montmirail. Nó cũng bao gồm một số vùng đất ở Dauphiné.
Lãnh thổ của nó bao gồm các thị trấn sau:
- Bouchet (chỉ từ thế kỷ 13 đến thế kỷ 14);[3]
- Causans (ngày nay là một phần của Jonquières[4]) ;
- Châteauneuf-de-Redortier (ngày nay là một phần của Suzette[5]) ;
- Condorcet (vùng đất ở Dauphiné)[6]
- Courthézon;[7]
- Derboux (ngày nay là một phần của Mondragon[8]) ;
- Gigondas;[9]
- Jonquières;[10]
- Montbrison[11] · [6] (enclave in the Dauphiné, bordering on the Comtat Venaissin)
- Montmirail ;
- Montréal-les-Sources[11]
- Montségur[6]cho đến khi được nhập lại vào Bá quốc Grignan ở Provence
- Orange;[12]
- Saint-Blaise [fr], ngày nay thuộc Bollène [12] (nó bao gồm tàn tích của một lâu đài và một nhà nguyện thời La Mã)
- Suze-la-Rousse[11]
- Suzette;[13]
- Saint-André-de-Ramières [fr] (ngày nay là một phần của Gigondas) ;
- Tulette,[11] từ thế kỷ 12 đến thế kỷ 16, khi nó được sáp nhập vào Dauphiné;
- Villebois-les-Pins[11] (vùng đất en Dauphiné), vào năm 1256, có sự cống nạp từ Lãnh chúa Guillaume des Baux, Thân vương xứ Orange, cho Lãnh đạo của Provence
- Violès.[14]